# The Magic Sword
The Magic Sword  (Brasil: A Espada Mágica  ) é um filme britânico de 1962, dos gêneros aventura, épico e romance, dirigido por Bert I. Gordon, roteirizado por Bert I. Gordon e Bernard C. Schoenfeld, música Richard Markowitz. 

## Sinopse
Um jovem para enfrentar as terríveis sete maldições  de um poderoso feiticeiro e resgatar uma princesa, utiliza uma espada mágica e a companhia de seis mágicos cavaleiros. 

## Elenco
- Basil Rathbone ....... Lodac
- Estelle Winwood ....... Sybil
- Gary Lockwood ....... Sir George
- Anne Helm ....... Princesa Helene
- Liam Sullivan ....... Sir Branton
- Danielle De Metz ....... Mignonette
- Merritt Stone ....... Rei
- Jacques Gallo ....... Sir Dennis da França
- David Cross ....... Sir Pedro da Espanha
- John Mauldin ....... Sir Patrick da Irlanda
- Taldo Kenyon ....... Sir Anthony da Itália
- Angus Duncan ....... Sir James da Escócia
- Leroy Johnson ....... Sir Ulrich da Alemanha
- Marlene Callahan ....... Princesa Grace